# UHC filtar
UHC filtar (eng.: Ultra high contrast) je poseban astronomski filtar koji služi za blokiranje svjetlosnog zagađenja radi lakše uočavanje maglica. Zbog svoje optimiziranosti, posebno je koristan u vizualnoj astronomiji. Zbog relativno širokog dijela spektra koji filter propušta (u usporedbi s ostalim uskopojasnim filterima), UHC filtar upotrebljiv je i kod manjih teleskopa.

## Karakteristike filtera
Tipični UHC filter propušta sljedeće valne duljine:
- H-beta - od 480 do 490 nm
- OIII - od 495 do 505 nm
- H-alfa - od 650 do 660 nm

O širini pojasa koji filtar propušta ovisi njegova kvaliteta, a s time i cijena. Tako jeftiniji UHC filtar, tvrtke Baader, ima propusne pojase široke oko 70 nm. Kod kvalitetnijih filtara, poput onoga tvrtke Astronomik, širina tih pojasa je oko 30 nm. Filtri s manjom širinom propusnih pojasa nisu preporučljivi vlasnicima manjih teleskopa jer blokiraju puno svjetla. Filteri sa širim pojasevima propuštaju više svjetla, ali zato imaju i manji učinak na podizanje kontrasta jer propuštaju više svjetlosnog zagađenja.
UHC filtri posebno su korisni na sljedećim nebeskim objektima:
- Messier 8
- Messier 16
- Messier 17
- Messier 20
- Messier 27
- Messier 42
- NGC 6992 i NGC 6995

Zbog izostanka specifičnih spektralnih linija, ostatci supernova lošije reagiraju na UHC filtar (NGC 6992/6995 je izuzetak).
Za vlasnike većih teleskopa postoje specijaliziraniji linijski filteri poput OIII, H-beta i H-alfa. Oni imaju uske propusne pojaseve široke oko 10 nm, ali nisu upotrebljivi na svim maglicama poput UHC filtra.
Većina filtara dolazi u standardnim promjerima od 31.8 ili 50.8 mm.

## Vanjske poveznice
- Filter tvrtke Astronomik  Arhivirana inačica izvorne stranice od 18. rujna 2008. (Wayback Machine)
- Filteri tvrtke Baader